# Andropono e Conrado
Andropono e Conrado sono due personaggi dell'Orlando furioso di Ludovico Ariosto, citati in un'ottava del diciottesimo canto.

## La vicenda dei due personaggi

### Le origini
Andropono e Conrado sono due soldati cristiani accorsi in aiuto di Carlo Magno assediato in Parigi dai Mori di Agramante. Il primo è di origine greca, l'altro tedesca.

### La morte
Andropono e Conrado vengono uccisi nella loro tenda, mentre dormono ubriachi, dal saraceno Cloridano, che ha fatto un'irruzione notturna nel campo nemico alla ricerca del corpo del suo comandante Dardinello, da poco caduto in combattimento. Il poeta non fornisce dettagli sulla loro uccisione, tuttavia il verbo "spenge", riferito all'azione omicida da parte di Cloridano, fa pensare a una morte dagli effetti lenti, di cui i due comunque non si accorgono.
 " [...]  un Greco ed un Tedesco

spenge in dui colpi, Andropono e Conrado.

che de la notte avean goduto al fresco

gran parte, or con la tazza, ora col dado:

felici, se vegghiar sapeano a desco

fin che de l'Indo il sol passassi il guado.

Ma non potria negli uomini il destino,

se del futuro ognun fosse indovino. " 
(Ludovico Ariosto, Orlando Furioso, canto XVIII, ottava 177)

## Interpretazione dell'episodio
La fonte cui ha attinto Ariosto è il nono libro dell'Eneide, in cui i due ragazzi troiani Eurialo e Niso uccidono un gruppo di giovani Rutuli addormentati. In particolare Andropono e Conrado ricordano il giovinetto Serrano; anch'egli infatti ha ceduto al sonno dopo aver passato l'intera notte a banchettare e giocare:
 " e lo scudiero di Remo uccide, e l'auriga, coltolo proprio 

tra i cavalli, e col ferro recide i colli penzoloni;

indi taglia la testa al loro signore, e ne abbandona il tronco

che sussulta nel sangue; intiepiditi la terra e il giaciglio 

si intridono del nero fiotto. E anche Lamiro e Lamo

e il giovane Serrano, che molto assai quella notte

aveva giocato, di nobile aspetto, e giaceva affranto le membra

dal soverchio iddio; fortunato, se continuo quel gioco

avesse agguagliato alla notte e protratto fino all'albore " 
(Virgilio, Eneide, canto IX, traduzione di Riccardo Scarcia)

## Fonti
- Ludovico Ariosto, Orlando furioso, libro XVIII.